# Jeskyně Bětník
Jeskyně Bětník este o arie protejată (arie specială de conservare — SAC, sit de importanță comunitară — SCI) din Republica Cehă întinsă pe o suprafață de 0 ha, integral pe uscat.

## Localizare
Centrul sitului Jeskyně Bětník este situat la coordonatele 49°56′39″N 16°04′23″E / 49.944167°N 16.073056°E.

## Înființare
Situl Jeskyně Bětník a fost declarat sit de importanță comunitară în aprilie 2005 pentru a proteja 1 specie de animale. Situl a fost protejat și ca arie specială de conservare în aprilie 2014.

## Biodiversitate
Situată în ecoregiunea continentală, aria protejată nu include niciun habitat protejat.
La baza desemnării sitului se află o specie protejată de  mamifere: liliacul mic cu potcoavă (Rhinolophus hipposideros).